# Leo Guntern
Leo Guntern (* 11. August 1894 in Brig; † 27. November 1981 ebenda; heimatberechtigt in Binn) war ein Schweizer Politiker (CSP).

## Werdegang
Leo Guntern, Sohn des Landwirts Auxilius Guntern und der Theresia geborene Heinzen, legte die Matura am Kollegium Brig ab. In der Folge absolvierte er ab 1914 eine Lehre bei der Schweizerischen Post PTT. Guntern war von 1945 bis 1959 als Verwalter der PTT in Brig eingesetzt.
1921 gründete Guntern die christlich-soziale Partei des Oberwallis. Er amtete als Gemeindepräsident in Brig und vertrat seine Partei von 1929 bis 1965 im Walliser Grossrat, dem er zwischen 1944 und 1945 als Präsident vorstand.1944 lehnte Guntern den Posten des stellvertretenden Regierungsstatthalters ab. Zudem präsidierte er das Gewerkschaftskartell der christlichen Gewerkschaften Oberwallis und war Präsident des Christlichen Metallarbeiterverbandes CMV Oberwallis sowie zahlreicher karitativer Einrichtungen.
Der 1951 in den Nationalrat gewählte Guntern musste auf sein Mandat nach der Weigerung des Nationalrats, die PTT-Anstellung mit dem Nationalrats-mandat für vereinbar zu erklären, verzichten. Nach seiner Pensionierung bei der PTT nahm Leo Guntern für den Kanton von 1959 bis 1967 Einsitz in den Ständerat. 
Leo Guntern war seit 1930 mit Odile Grandi (1909–2004) verheiratet. Er starb in seinem 87. Altersjahr.

## Politische Ämter
- Vizepräsident von Brig (1921–1928)
- Präsident von Brig (1929–1945)
- Grossrat (1929–1965)
- Ständerat (1959–1967)